# マイプラザ
マイプラザ（MYPLAZA）は、富山県富山市堀川町にある複合商業施設である。

## 概要
建物は1988年10月30日に、日本繊維富山工場（1975年3月30日に繊維不況の影響で閉鎖）の跡地にて開店したダイエーのFC店舗『ダイエープラザ』の建物であった。2階建て一部3階建てで、延床面積42,442m2、店舗面積10,852m2は、開業当時は北陸最大規模であった他、雪国対策として当初から1階部分に全天候型の屋内駐車場（700台分）が設けられていた。
2001年2月28日にダイエープラザ富山店がダイエー本体の業績不振の影響で閉店。これに伴い。同年5月2日に『マイプラザ』として改めてオープンした。

## 主なテナント
- スーパーセンタートライアル 富山マイプラザ店（2階、2024年7月17日開業[4]）
- ザ・ダイソー（2階）
- アピナ富山南店（2階）
- プラ座ゆ（3階、日本初の大規模公衆浴場として、ダイエープラザ開業と同時に開業[2]。大浴場は男女各15坪〔約50m2〕で、ジェットバス、気泡風呂、サウナ完備、女性風呂のみ児童用浴槽あり[5]）